# Audioslave
Audioslave was een Amerikaanse hardrock-supergroep die in 2001 werd opgericht in Los Angeles. De band bestond uit Soundgarden-frontman Chris Cornell en de instrumentalisten van Rage Against the Machine: gitarist Tom Morello, bassist Tim Commerford en drummer Brad Wilk. Critici zagen de band aanvankelijk als een samensmelting van Rage Against the Machine en Soundgarden, maar met hun tweede album Out of Exile stelde de band haar eigen identiteit vast.
De sound van de band werd getypeerd door een mengeling van jaren zeventig-hardrock en alternatieve rock van de jaren negentig. Daarbij vulde Tom Morello deze mix aan met zijn bekende, onorthodoxe gitaarsolo's. Evenals bij Rage Against the Machine gingen de bandleden er prat op dat alle geluiden op hun albums enkel geproduceerd werden door gitaar, drums, bas of zang.
Nadat Audioslave drie albums uitbracht, drie Grammy-nominaties ontving en de eerste Amerikaanse rockband werd die optrad op Cuba, kwam er in februari 2007 een einde aan de band toen Chris Cornell besloot uit de band te stappen.

## Biografie
Toen Zack de la Rocha in oktober 2000 uit Rage Against the Machine stapte, zochten de resterende leden (Tom Morello, Tim Commerford en Brad Wilk) een nieuwe zanger. Ze vonden voormalig Soundgarden-voorman Chris Cornell, die in mei 2001 de band completeerde. In de zomer van 2002 stapte Cornell voor korte tijd uit de band, naar eigen zeggen omdat de band geen progressie boekte in de richting die hij voor ogen had, maar in de herfst sloot hij zich weer aan. Nadat men er eerst over dacht om de band Civilian te noemen, kwam men later uit bij Audioslave.
In het najaar van 2002 kwam zowel de eerste single "Cochise" als het eerste album Audioslave uit. Andere singles van dit album waren "Like a stone" en "I am the highway".
In mei 2005 kwam het tweede album Out of Exile uit, gevolgd door Revelations in september 2006.
Op 15 februari 2007 verklaart Chris Cornell officieel dat hij uit de band stapt vanwege "onoverkomelijke persoonlijke conflicten en muzikale meningsverschillen". Hierdoor is Audioslave volledig ontbonden.
Ook heeft Tom Morello aangekondigd met een soloalbum te komen.
Chris Cornell pleegde zelfmoord in Detroit, Michigan op 18 mei 2017.

## Discografie
| Album met eventuele hitnotering(en) in de Nederlandse Album Top 100 | Datum van verschijnen | Datum van binnenkomst | Hoogste positie | Aantal weken | Opmerkingen |
| ------------------------------------------------------------------- | --------------------- | --------------------- | --------------- | ------------ | ----------- |
| Audioslave                                                          | 19-11-2002            | 30-11-2002            | 30              | 38           |             |
| Out of Exile                                                        | 22-05-2005            | 28-05-2005            | 10              | 13           |             |
| Revelations                                                         | 01-09-2006            | 09-09-2006            | 21              | 7            |             |

| Single met eventuele hitnotering(en) in de Nederlandse Top 40 | Datum van verschijnen | Datum van binnenkomst | Hoogste positie | Aantal weken | Opmerkingen |
| ------------------------------------------------------------- | --------------------- | --------------------- | --------------- | ------------ | ----------- |
| Cochise                                                       | 2003                  |                       |                 |              |             |
| Like a stone                                                  | 2003                  |                       |                 |              |             |
| Show me how to live                                           | 2003                  |                       |                 |              |             |
| I am the highway                                              | 2004                  |                       |                 |              |             |
| What you are                                                  | 2004                  |                       |                 |              |             |
| Be yourself                                                   | 2005                  |                       |                 |              |             |
| Your time has come                                            | 2005                  |                       |                 |              |             |
| Doesn't Remind Me                                             | 2005                  |                       |                 |              |             |
| Out of Exile                                                  | 2005                  |                       |                 |              |             |